# تاريخ اليهود في سوريا
يهود سوريا (بالعبرية: יהודי סוריה) هم جزء من الشعب السوري ومواطني سوريا الذين يتبعون الديانة والثقافة اليهودية؛ مع ذرياتهم التي ولدت وترعرعت في الخارج، محافظة على مختلف أنواع من الروابط الثقافية مع البيئة الأم. اليهود السوريون يقسمون أساسًا إلى مجموعتين: المزراحيون الذين وجدوا منذ العصور القديمة وحسب رواية الكتاب المقدس منذ أيام النبي داود، والمجموعة الثانية الذين استقروا في البلاد في أعقاب طرد اليهود من إسبانيا في أعقاب سقوط الأندلس، خلال القرن السادس عشر والمعروفون باسم السفارديون.
أكبر التجمعات التاريخية لليهود في سوريا كانت في دمشق وحلب والقامشلي، وقد وجدت مجتمعات أصغر تقيم في نصيبين واللاذقية. خلال القرن العشرين بدأت الهجرة اليهودية نحو الولايات المتحدة وأمريكا الجنوبية ولم تكن مقتصرة على اليهود، غير أن غالب اليهود هاجروا بطرق غير شرعية بعد حرب 1967، والتي خلقت هزيمة العرب فيها وسطًا معاديًا لليهود المحليين، وتهجمًا عليهم. عام 1992 ألغي الحظر على مغادرة اليهود لسوريا في أعقاب مؤتمر مدريد للسلام، فغادرت أغلبيتهم الساحقة نتيجة القرارات المقيدة للحقوق الأساسية والتي طبقت عليهم خلال عقود النصف الثاني من القرن العشرين. حاليًا، فإن سوريا في ديسمبر من عام 2014 تحوي بين 60 إلى 70 يهوديًا فقط يقيمون في دمشق وحوالي ستة في حلب، وأكبر تجمع لليهود السوريين يوجد في بروكلين في نيويورك مع تواجد في مناطق أخرى في الولايات المتحدة وأمريكا الجنوبية وإسرائيل.

## التاريخ

### التاريخ الكتابي

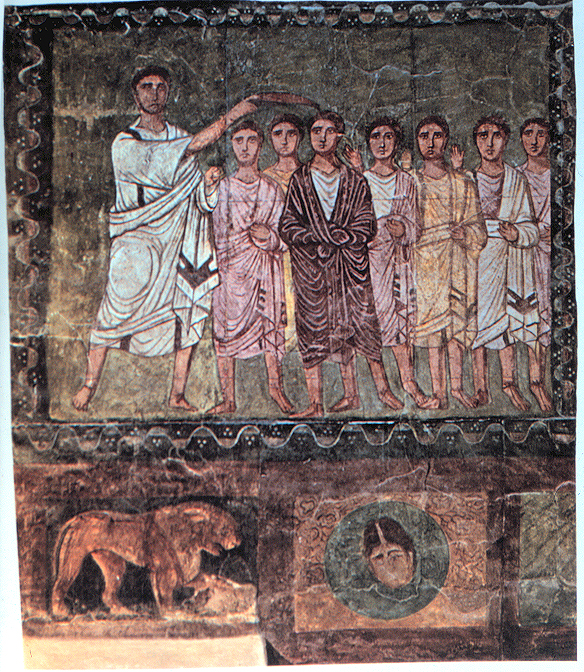
النبي صموئيل يمسح النبي داود مسيحًا وملكًا على بني إسرائيل. من مشاهد كنيس دورا أوربوس الأقدم في العالم.

طبقًا لرواية الكتاب المقدس فإن الوجود اليهودي في سوريا يعود لأيام الملك داود في الألف الثاني قبل الميلاد في المنطقة المسماة توراتيًا «آرام زوربا» والتي تقارب حسب رأي بعض الباحثين حلب، وحسب رأي البعض الآخر حدود لبنان. خلال مرحلة السبي البابلي، كانت مناطق من سوريا الحديثة لاسيّما ضفاف البليخ والخابور من مناطق استقرار اليهود، وهو استقرار لم ينقطع منذ ذلك التاريخ وحتى القرن العشرين. لفترة حكم ذرية النبي داود أيضًا يعود استقرار اليهود في دمشق، وقد قدّر عددهم بعيد الفتح الإغريقي للمدينة بنحو 10.000 نسمة شملوا يهودًا ومتحولين إلى اليهودية من الأديان المحلية الوثنية.

### في سوريا الكلاسيكية

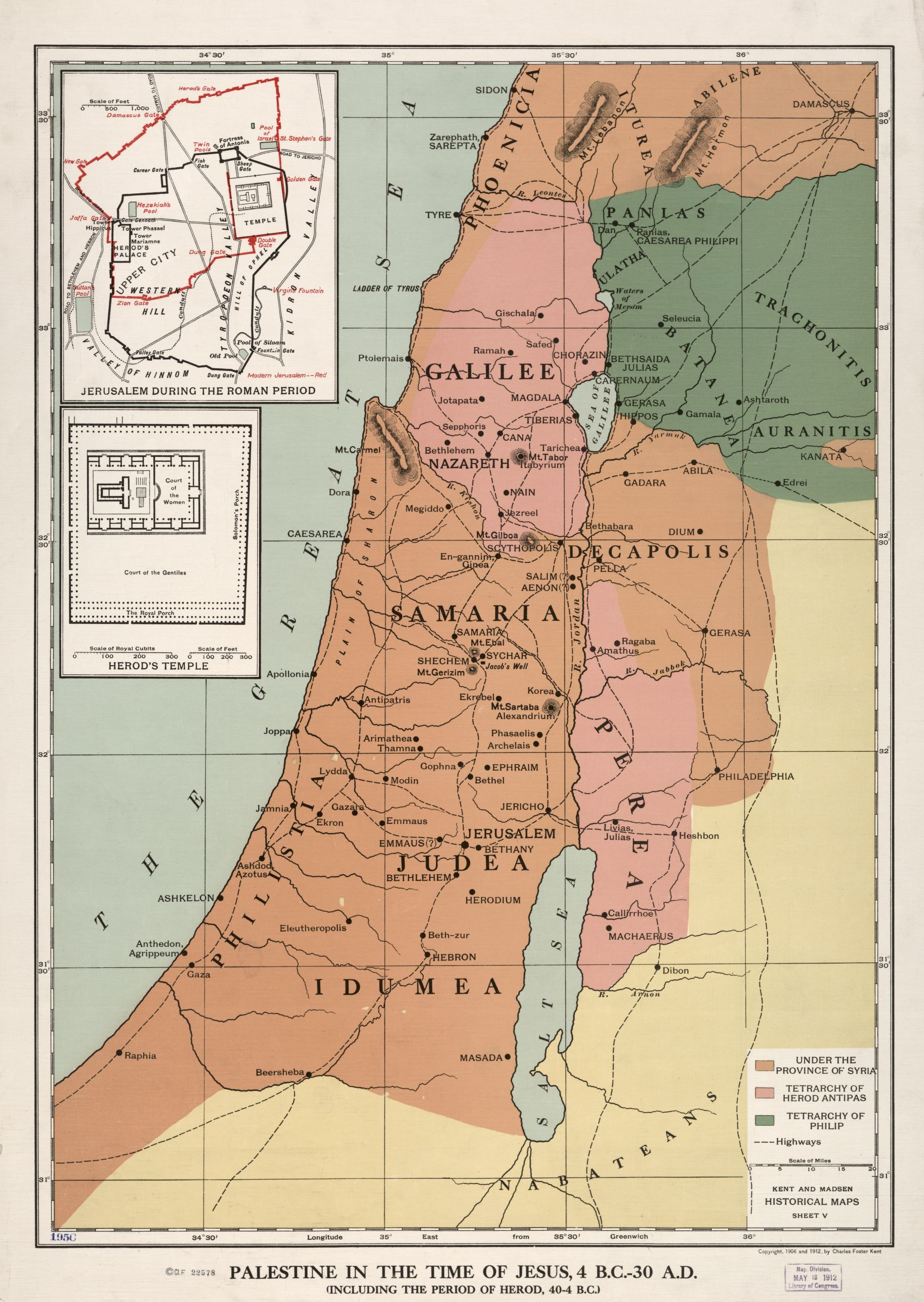
تراخونياتس باللون الأخضر، وتشمل الجولان وحوران (بما فيها محافظة السويداء) خلال القرن الأول، والتي كانت من أملاك هيرودس الكبير.

هناك بعض الروايات التي تفيد بوجود يهود في أنطاكية منذ تأسيسها كعاصمة لسوريا الإغريقية في القرن الرابع قبل الميلاد، ووجود يهود بشكل مؤكد في حوران قبل منتصف القرن الثاني قبل الميلاد، أعادهم يهوذا المكابي إلى منطقة اليهودية في وسط فلسطين، ولكن ما لبثوا أن عادوا إلى حوران وسائر أنحاء سوريا مع بداية العصر الروماني، ويقول موريس سارتر أن اليهود قد وجودا في جميع المدن الرئيسية في سوريا الرومانية مثل دمشق، وأفاميا، واللاذقية، التي يذكر سترابو عن «أعداد كبيرة» من اليهود فيها بعد زيارته المدينة، وفي الرقة صدر أمر الإمبراطور ثيودوس لأسقف المدينة بأن يعيد بناء الكنيس اليهودي الذي احترق عام 393 ما يدلّ على وجود مواطنين يهود فيها، وعرف أن أحد أرباع أنطاكية بوصفه «ربع اليهود»؛ كما أصدر الإمبراطور الروماني يوستيان الأول قانونًا في تنظيم أحوال اليهود الدينية والمدنية في القرن السادس؛ إضافة إلى جماعات ريفية في سوريا الجنوبية، لاسيّما في حوران والجولان، بينهم مستوطنون عسكريون عمل هيرودس الكبير وأخلافه، على إسكانهم على مفترق الطرق التجارية بعد أن أوكل إليهم الرومان أومر المنطقة ليكافحوا فيها قطع الطرق؛ وكان على هذه الجماعات أن تعاني من تمرد أنسبائها في اليهودية بين 66 - 70 حين ظهر عموم السكان معادين «بشكل طبيعي» كما يقول سارتر للأقلية المتمردة، نتيجة انسجامهم مع الحكم الروماني؛ وفي الواقع أفاد تشتت يهود منطقة اليهودية عام 70 خلال الحرب اليهودية الرومانية، ثم مرة أخرى عام 135 بعد ثورة بار كوخبا، أفاد الجماعات السورية منها في ازدياد عددها وقوتها بانظمام مزيد من الوافدين إليها من الجليل والسامرة واليهودية؛ استقرار هذه الجماعات تمّ في المناطق الداخلية من سوريا، وكذلك على الحدود الشرقية للمنطقة كدورا أوربوس عام 165؛ ومما لا شكّ فيه أن قرب سهول سوريا الجنوبية من القدس، ومراكز التعليم اليهودي في الجليل ساعد على اجتذاب مزيد من يهود الشتات إلى هذه المنطقة.
هناك إشارات مختلفة عن يهود سوريا في المراحل اللاحقة، في ناهية القرن الرابع تفجر البطريرك يوحنا فم الذهب بالغضب على المسيحيين الذين يترددون على الكنس اليهودية خلال الأعياد اليهودية الرئيسية بعد أن كان يستميلهم ألق الاحتفالات؛ وذكر الخطيب السوري اليوناني ليبانوس أنه يملك أراضي في أنطاكية، يزرعها ويعمل بها فلاحون يهود؛ وأيضًا القديس رومانوس المرنم كان يهوديًا حمصيًا تحوّل إلى المسيحية واشتهر بتنظيمه الترانيم الدينية التي لا تزال تؤدى إلى اليوم؛ وما ورد في كتابات القديس جيروم عن «المسيحيين اليهود» في حلب والذين يقرؤون الكتاب المقدس بما فيه إنجيل متى بالحرف العبري. أما أبرز أثر معماري بلا شك فهو كنيس دورا أوربوس قرب السور، لا من ناحية كونه أقدم كنيس مكتشف في العالم فحسب، بل لكونه مرسومًا بالكامل بمشاهد من التوراة، على الرغم من حظر الحاخامية اليهودية لتصوير الكائنات الحية، وهو ما يدلّ على انثقاف اليهود، بالثقافة اليوانينة السورية التي كانت سائدة آنذاك؛ ويعود للمرحلة المتأخرة من سوريا الرومانية تأسيس كنيس جوبر على حواف دمشق. أخيرًا، فإن وجود جماعة يهودية في دمشق، هو الذي ربط بشكل مباشر هذه المدينة ببدايات المسيحية، إذ إن القديس بولس، على ما يرويه سفر أعمال الرسل، لجأ إلى مؤيديه في دمشق، وتحتفظ كنيسة حنانيا بذكرى هذه الواقعة.

### التاريخ الوسيط

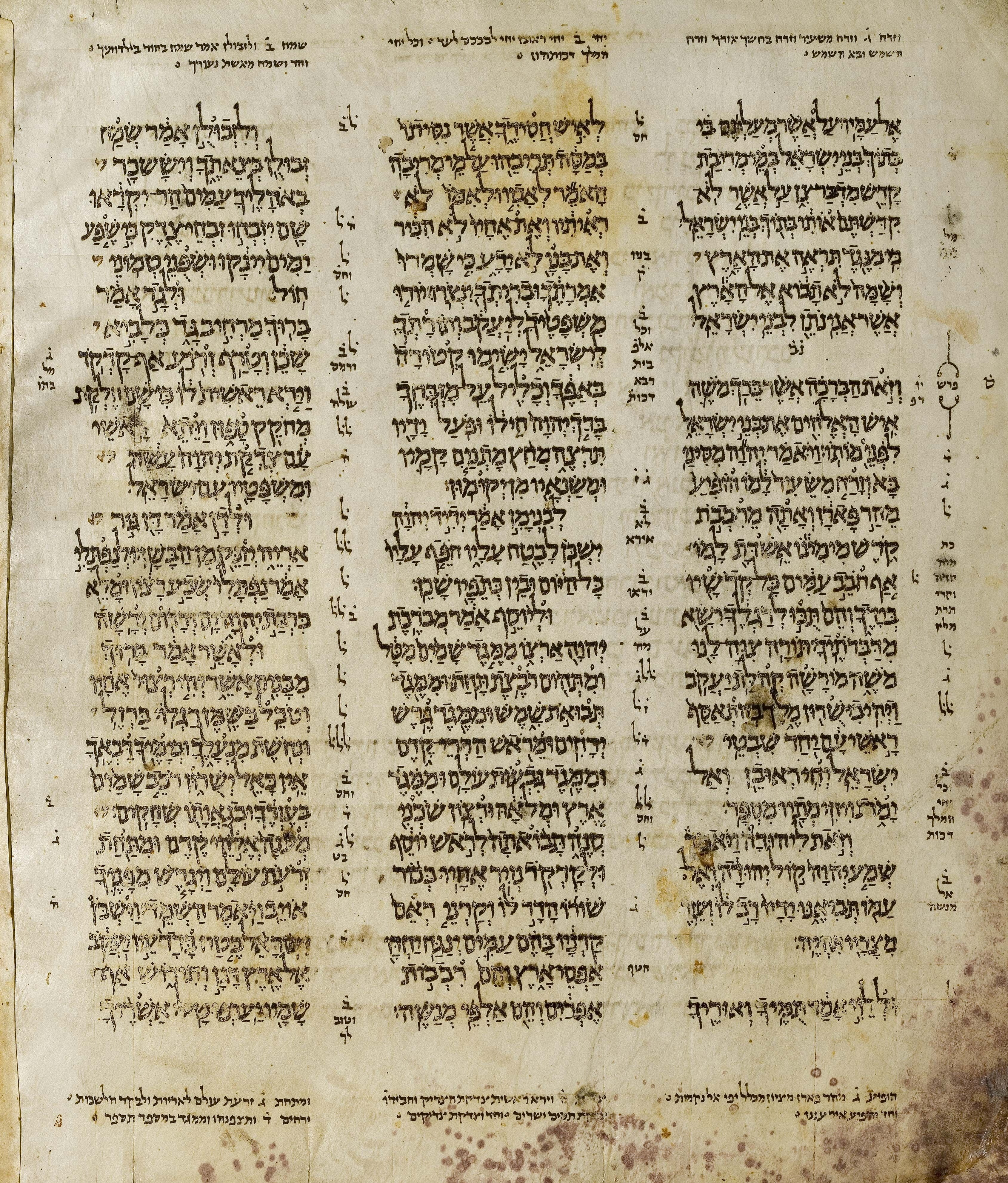
مخطوطة حلب وهي نسخة بالعبرية للتناخ / العهد القديم؛ ترقى للقرن التاسع. الصورة تظهر مقطعًا من سفر العدد.

لم يتأثر يهود البلاد سلبًا بالفتح الإسلامي. خلال مرحلة الحروب الصليبية وفد إلى دمشق أعداد متزايدة من يهود منطقة فلسطين واستقروا فيها خشية من معاداة السامية لدى الصليبين. وقد ترك الحبر ابراهام بن عزرا وصفًا للمجتمع الدمشقي اليهودي إثر زيارته المدينة عام 1128 وقال بنيامين نوديل أن «عدد الأحبار الربانيين في دمشق وحدها 3000 حبر» إثر زيارته المدينة عام 1170 وهي تحت حكم نور الدين زنكي، وكان لهم «رئيس محلي» يمثل الطائفة لدى السلطات الحاكمة؛ وأن مدرسة أكاديمية لدراسة التوراة تشتهر بها دمشق، وقد اختار السلطان قلاوون الحبر الدمشقي جيسي بن حزقيا كرئيس للطائفة برتبة أمير ونقله إلى القاهرة عام 1289. وفي حلب قدرت أعداد اليهود حسب الشهادة نفسها بخمسة آلاف نسمة «يقيمون في أفضل مناطق المدينة حول القلعة، ولهم رئيس محلي يمثلهم لدى السلطات الحاكمة، وهم الأربع في دراسات التوراة»، وذكر الرحالة أيضًا خمسين عائلة يهودية تقيم في قرقيسيا خلال النصف الثاني من القرن الثالث عشر.
خلال كون البلاد جزءًا من الدولة الفاطمية، حصل تعيين منقطع النظير في تاريخ سوريا، إذ عيّن الخليفة العزيز بالله، صديقه اليهودي السوري منشا (منسّى) بن إبراهيم، واليًا على سوريا ونائبًا للخليفة فيها، وقد ذكر الحدث أبو الفداء والسيوطي وسواهما من المؤرخين.
كثيرة هي للغاية الكتابات اليهودية سواءً كانت دينية أو اجتماعية التي تعود للحقبة المملوكية، وقد تقوّت بشكل بارز بعد طرد اليهود من إسبانيا. فبعد سقوط غرناطة خير اليهود بين اعتناق المسيحية أو الهجرة، فالذين اختاروا الهجرة انتقلت أعدادهم الكبرى إلى البرتغال والمغرب، غير أن أعدادًا أخرى انتقلت إلى البلقان وأراضي الدولة العثمانية ومنها إلى الشام لاسيّما دمشق التي اكتسبت أهمية خاصة نظرًا لموقعها القريب من الأراضي المقدسة، وخلال القرن التالي ستغدو المدينة إحدى المعاقل الأساسية لقبالة لوريا، التي برز منها شخصيات كحاييم فيتال وإسرائيل نجارة. وقد كان لليهود ثلاث كنس: جوبر الأم «الذي لم ير في دمشق بناءً بجماله» حسب بعض الرحالة، وكنيسان آخران الأول للسفارديم - ذوي الأصول الإسبانية - والثاني للصقلين، إلى جانب مدرستين لتعليم التلمود، وكهف زاره حسب التقليد النبي إيليا، وقد حوله اليهود إلى مركز لدراسة الدين. جوبر والتي كانت حينها من قرى دمشق، كان يقيم فيها ستين عائلة يهودية شكلت أكثريتها، أو كادت أن تعتبر ذلك. حاييم من فوليترا الذي زار دمشق عام 1481 قال بأن بها 450 عائلة يهودية جميعهم «من الأغنياء الموسرين» و«يملكون منازل وحدائق جميلة» في شهادة أخرى تعود لعام 1488.
خلال الاجتياح المغولي الأول لحلب عام 1260، احتمى العدد الأكبر من اليهود داخل الكنس، فكان آمنًا من احتمى بالكنيس من المجزرة التي ارتكبها المغول في المدينة؛ عام 1401 خلال الاجتياح المغولي الثاني بقيادة تيمورلنك لم يسلم اليهود من القتل، وفرض عليهم مغادرة المدينة والإقامة خارجها.

### سوريا العثمانية

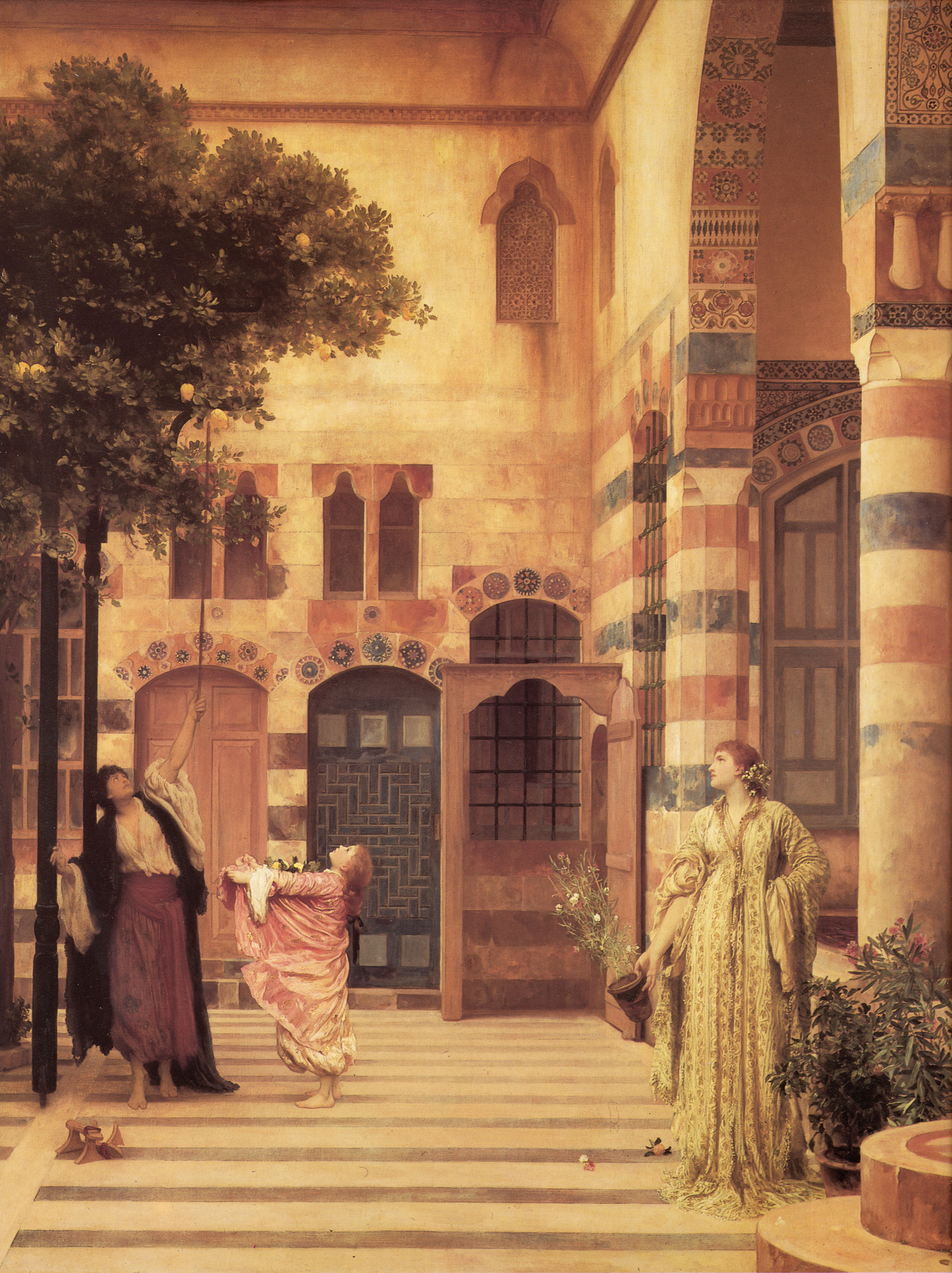
عائلة دمشقية يهودية في منزلها على الطراز الشامي التقليدي، بريشة فريدريك لينغتون، 1855.

في سوريا العثمانية لم يختلف وضع اليهود أو ثقلهم في دمشق أو حلب أو الجزيرة، وخرجت العديد من الكتابات الدينية والمؤلفات التي طبعت في إسطنبول أو أوروبا واستخدمت ضمن التعليم الديني اليهودي «المشنا». عدد من اليهود أوروبا، إذ أعجبتهم دمشق وحلب استقروا فيهما، وكان اليهود كالمسيحيين يسعون للحصول على جنسية دولة أجنبية ليعاملوا بموجبها معاملة الأجنبي في أرض الدولة، والذي كان يمنح من الحقوق والمعاملة اللائقة أكثر ما يمنح المواطن الكتابي وفق القانون العثماني لأحكام أهل الذمة؛ حاخام دمشق موسى سيسون كتب: «إن المسلمين يضطهدوننا ككل الناس بسبب طبيعتهم الجافية، أما المسيحيون فيضطهدوننا عمدًا».
تمركز اليهود في مدينة دمشق، وسكنوا فيها في حي خاص بهم دعي «حارة اليهود» وبعض مناطق ريف دمشق مثل جوبر، وكان لهم اثني عشر مدرسة يدرس فيها نحو 350 تلميذ العلوم والديانة باللغة العبرية، أما معابد اليهود في دمشق وحدها فبلغ عددها عشرة كنس أشهرها «كنيس سوق الجمعة». وحسب شهادة الرحالة الألماني ألفريد فون كريمر، الذي كتب وصفًا عن دمشق العثمانية إثر زيارته لها عام 1853، فأن يهود داخل الأسوار يقدر عددهم بنحو 4000 نسمة نحو 1000 منهم يدفعون الضرائب (ذوي الجنسية الأجنبية لا يدفعون الضرائب)، وذكر أن في دمشق حيين للمسيحيين وحي لليهود، وأن أحد كنس المدينة بيع للمسيحيين فحوّل إلى كنيسة، في المرحلة ذاتها. أشهر قضيتين ارتبطتا باليهود خلال القرن التاسع عشر، كانتا حادثة دمشق عام 1840 حين اتهم اليهود بقتل أحد الرهبان الأوروبيين، وتمكن يهود دمشق من إطلاق سراح المتهمين بعد أن دفعوا ستين ألف كيس من النقود للمثل إبراهيم باشا في المدينة؛ والثانية مجازر 1860، حين اتهم 200 يهودي إلى جانب 500 مسلم بإحداث المجازر، فحكم عليهم جميعًا بالإعدام شنقًا، غير أن الدولة العثمانية عادت وبرأت اليهود من الضلوع بالأحداث وأعدمت المسلمين وحدهم، غير أن اغتيالات وأعمال عنف متفرقة طالت اليهود في المرحلة التالية على خلفية المجازر. كغيرهم من السوريين لاسيّما المسيحيين، فإن الهجرة اليهودية بدأت أواخر القرن التاسع عشر، وتسارعت نتيجة الكوارث قبيل وخلال الحرب العالمية الأولى في سوريا العثمانية نتيجة مجاعة 1915 والتي قضت على المحاصيل الزراعية وأهمها زراعة القطن الذي كان المورد الاقتصادي الرئيسي للعديد من العائلات اليهودية، كغيرها من العائلات في حلب تحديدًا. كانت مصر إحدى معاقل الهجرة القريبة، مقابل مانشستر في بريطانيا ونيويورك في الولايات المتحدة كمعاقل للهجرة البعيدة، والتي نشطت فيها مجتمعات سورية يهودية قوية، وفي مراحل لاحقة نشأت مثل هذه المجتمعات في دول أمريكا اللاتينية.
وبالرغم من أن عدد اليهود لم يكن كبيرًا، فقد قاموا بدور مؤثر وهام في الاقتصاد، والمعاملات المالية عن طريق العائلات الغنية التي عمل أفرادها سنوات عديدة كمقرضين للولاة والباشوات المتعاقبين، وبقي يهود دمشق يمارسون أعمال الصيرفة على أوسع نطاق، وكذلك الإقراض بفوائد مرتفعة، وكانت كميات النقد الكبيرة التي فيح وزتهم، في عهد كان النقد السائل قليلاً مصدر قوة لهم، وامتازوا أيضًا بالانفراد بصناعات معينة أهمها الأكياس، والكبريت، والنقش على الأواني النحاسية.

### المملكة السورية والانتداب الفرنسي

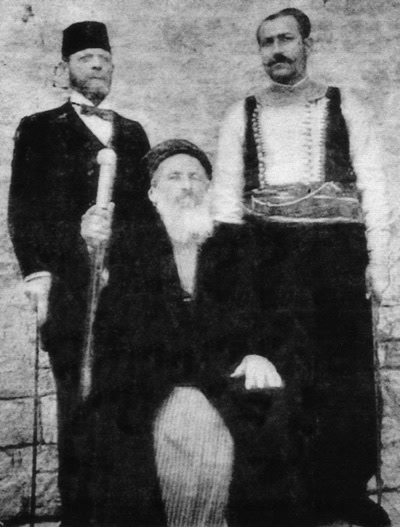
الحاخام يعقوب شاول دويك، حاخام باشي حلب، 1908.

بعد زوال الدولة العثمانية تم التأكيد على الوحدة الوطنية لمختلف مكونات الشعب السوري. في إعلان الاستقلال وتأسيس المملكة السورية العربية وقع حبر العاصمة بوصفه ممثلاً ورئيسًا للطائفة اليهودية؛ وحسب نظام التشريفات الذي أقر بعيد بدء الانتداب الفرنسي كان حبر العاصمة يأتي ثالثًا بعد المفتي والبطاركة. كانت الأحوال الشخصية لليهودية معمول بها حسب ما ورثته سوريا عن الحقبة العثمانية، والحقوق الأخرى التي كانت على الدوام محط نقاش هي عطلة اليهود في السبت احترامًا للشريعة اليهودية، وتدريس الديانة في المناهج الحكومية السورية أسوة بالإسلامية والمسيحية. في إحصاء عام 1922، وهو أول إحصاء تم في البلاد بعد سقوط سوريا العثمانية، بلغ عدد اليهود 10,600 نسمة من أصل 1,456,400 ما يساوي 0.72% من مجموع السكان. وبذلك لم يكن يهود سوريا أصغر طوائف البلاد، إذ تجاوزوا الشيعة الاثني عشرية في سوريا (0.6%)، وقاربوا الإسماعيلية 0.96%؛ بكل الأحوال منذ ذلك الإحصاء ما فتأت نسبة يهود سوريا بالتناقص والتآكل.

## اندثار الطائفة في سوريا

### أحداث 1947 - 1948

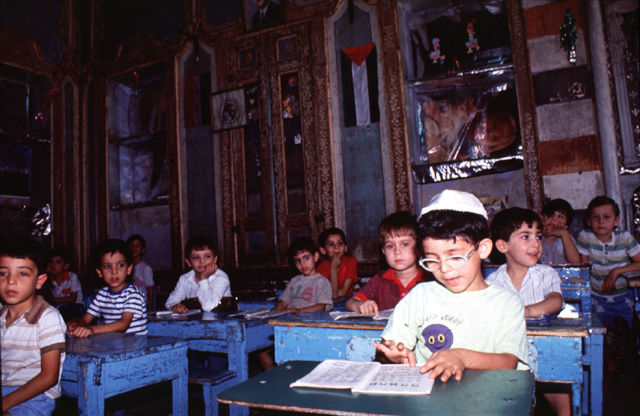
أطفال يهود يتعلمون في أحد المدارس اليهودية في دمشق بداية الستينات.

مع تصاعد قضية فلسطين تصاعت العدائية ضد اليهود المحليين خلال الثلاثينات والأربعينات. الكثير من العائلات اليهودية أخذت بالهجرة إلى المناطق اليهودية في فلسطين، غير أن أنها مكثت أقلية: 4500 يهودي سوري وصلوا فلسطين بين 1942 و1947 وهو ما يشكل أقل من 12% من مجموع يهود سوريا. بعد صدور قرار تقسيم فلسطين عام 1947 هاجت حلب ضد يهودها، وأحرق 300 منزل ومحل لليهود بما فيه الكنيس الأثري القديم، وذبح 75 يهوديًا فضلاً عن مئات الجرحى. نتيجة «مذبحة حلب» هاجر آلاف اليهود بشكل غير شرعي إلى فلسطين. في أغسطس 1949 تعرّض كنيس المنشارة في دمشق إلى إطلاق نار من قبل أحد المواطنين ما أدى إلى مقتل 12 مصليًا، وفي الذكرى الأولى لصدور قرار التقسيم، وبعد أن هزم العرب في حرب 1948، قامت احتجاجات 1948 التي تخللتها أفعال مضادة لليهود المحليين. هذه الأحداث لم تكن مقتصرة على سوريا بل إن عمليات شبيهة حصلت في معظم الدول العربية. في إحصاء رسمي صادر عام 1957 حول أعداد الناخبين السوريين حسب طوائفهم، كان عدد اليهود السوريين نحو 32.000 نسمة يشكلون 0.8% من مجموع الناخبين السوريين (6% من الناخبين غير المسلمين) ممثلين في البرلمان بمقعد واحد، وقد صدر قانون بمنعهم من السفر أو مغادرة البلاد.

### القرارات والقوانين التميزية
شكلت هزيمة العرب في حرب 1967 والتي احتلت إسرائيل على إثرها الجولان، الاندثار الفعلي لليهودية السورية داخل سوريا. فقتل بداية 57 يهودي في القامشلي بنتيجة الحرب، ثم صدرت قرارات وبلاغات مقيدة لحقوق اليهود: تم المنع من حرية الحركة، حظر توليهم وظائف عامة في السلك الحكومي أو البنوك، منعوا من الحصول على رخصة قيادة، منعوا من التطوع في الجيش أو أداء الخدمة العسكرية، جمدت أرصدتهم في البنوك ومنعوا من تحويلها إلى الخارج، ومنعوا من بيع ممتلكاتهم الخاصة، أغلقت المدارس والأوقاف اليهودية ثم صودرت وسلّمت للأوقاف الإسلامية، أصدرت بطاقات شخصية خاصة بهم كتب عليها باللون الأحمر «موسوي»، منعوا من مغادرة البلاد وسمح للبعض بالمغادرة لأسباب صحية أو تجارية في بعض الأحيان، وغدت مراسلات اليهود الهاتفية وعبر البريد عرضة للمراقبة العلنية، فضلاً عن تحريض الصحافة المحلية ضدهم وانتشار دائم للمخابرات والشرطة السرية في مناطقهم.
هذا الوضع الفعلي هو ما دفع لهجرة اليهود من سوريا بشكل غير رسمي. العديد من السوريين لاسيّما الذكور والغير متزوجين هاجروا إلى خارج البلاد وغالبهم عن طريق لبنان، وقد وجد ناشطون من مختلف أنحاء العالم يساعدون اليهود في «الهروب» مثل الكندية اليهودية جودي كار والتي ساهمت بتهريب 3.228 يهودي سوري إلى خارج سوريا؛ علمًا أن الكثير ممن هرب تعرض أقاربه للسجن أو مصادرة الأملاك في أحسن الأحوال.
هجرة الشبان اليهود قد أدى إلى رفع عدد الفتيات اليهوديات الغير متزوجات والغير قادرات على إيجاد زوج؛ في عام 1977 ضغط الرئيس الإمريكي جيمي كارتر للسماح لليهوديات بالهجرة، ونتيجة الضغط سمح لنحو 300 فتاة بمغادرة البلاد. في عام 1974 ارتكبت جريمة قتل لأربعة فتيات يهوديات مع طفلين في ضواحي الزبداني على خلفية طائفية. خلال مرحلة الثمانينات تم تهريب قطع من التراث اليهودي السوري إلى خارج سوريا شمل تسعة نسخ قديمة من الكتاب المقدس، يعود تاريخها 700 - 900 سنة، و40 لفافة من التوراة و32 صندوقًا من المخطوطات القديمة التي نقلت فيما بعد إلى الجامعة العبرية في القدس.
في نوفمبر 1989 وافقت الحكومة السورية على هجرة 500 فتاة يهودية سورية عازبة، وفي عام 1991 في أعقاب مؤتمر مدريد للسلام، رفع الحظر عن هجرة اليهود. نتيجة رفع الحظر، والعروض المقدمة من الولايات المتحدة، هاجر خلال عام 1992 غالبية اليهود السوريين الساحقة في دمشق وحلب والقامشلي. لم يبق بالنتيجة سوى 300 شخص أغلبهم من كبار السن. 1200 يهودي سوري فقط استقرّ في إسرائيل، بينما فضلت الغالبية العظمى الاستقرار في الولايات المتحدة، وغدت بروكلين في نيويورك أكبر تجمع لليهود السوريين.

## الواقع

### في سوريا
قانونًا لا يزال الحظر على اليهود السوريين في تولي الوظائف العامة والعمل السياسي وسواهما من القرارات، ساري المفعول. وعلى الرغم من استبدال بطاقات اليهودية الشخصية للسوريين بهوية لا تلحظ القيد الطائفي، فإن يهود سوريا استثنوا من هذا التعديل، ومكثت «بطاقة هوية موسوية» تخصهم. أعيد افتتاح مدرسة صغيرة لتعليم التوراة واللغة العبرية في دمشق، ويقوم أحد أحبار إسطنبول بزيارة دورية للمدينة. خلال فترة 2000 - 2010 هاجر نحو 41 سوريًا إلى الخارج واستقرّ في إسرائيل، عام 2001 قدرت أعداد اليهود بنحو 200 شخص منهم 150 يقيمون في دمشق و30 في حلب و20 في القامشلي. عام 2003 غدا العدد أقل من 100 شخص، وعام 2005 قالت وزارة الخارجية الإمريكية في التقرير السنوي للحرية الدينية حول العالم أن العدد انخفض إلى 80 نتيجة الوفيات بين كبار السن. التقرير ذاته بنسخة عام 2012 أشار إلى أنّ 22 يهوديًا سوريًا فقط لا يزال في سوريا ويقيمون في دمشق، وأغلبهم من كبار السن.
اعتبارًا من ديسمبر 2014 ، بقي أقل من 50 يهوديًا في المنطقة بسبب تزايد العنف والحرب. في أكتوبر 2015 ، مع تهديد داعش في مكان قريب، تم إنقاذ جميع اليهود المتبقين في حلب تقريبًا في عملية سرية وانتقلوا إلى إسرائيل، حيث أعيد توطينهم في عسقلان. في تشرين الثاني (نوفمبر) 2015 ، قُدر أن 18 يهوديًا فقط بقوا في سوريا. في آب / أغسطس 2019، زارت بي بي سي عربي بعض آخر اليهود المتبقين الذين يعيشون في دمشق. اعتبارًا من تشرين الثاني (نوفمبر) 2020، لم يتبق سوى عدد قليل من اليهود المسنين في البلاد، وجميعهم في دمشق، وفي عام 2021 لم يبقَ يهوداً في سوريا.

### خارج سوريا
الوجود السوري لليهود في القدس يعود لما قبل عام 1850، فبنتيجة التجارة وزيارة الأماكن المقدسة، استقرت أعداد من العائلات الدمشقية والحلبية في المدينة. وقد قبلت وانتشر بعض الموسيقى والتسابيح والأدعية التراثية السورية فيها. بحلول عام 1900 انتقلت مزيد من العائلات وأسس أول كنيس ليهود سوريا في أرض فلسطين. خلال فترة الأربعينات، انتقل نحو ألف يهودي سوري للعيش في إسرائيل مشفوعًا بالخطاب المعادي لليهود المتصاعد وأحداث 1947 - 1948، أيضًا فإن عددًا من يهود الولايات المتحدة السوريين انتقل لاحقًا إلى إسرائيل؛ وكانت أكبر عمليات الانتقال بقيادة الحبر ألبرت حمارة. حديثًا، فقد افتتح في تل أبيب المركز العالمي لتراث حلب اليهودي الذي يعنى بإصدار كتب وإقامة فعاليات حول اليهود السوريين.
أيضًا فإنه ومنذ القرن لتاسع عشر، وجدت تجمعات لليهود السوريين في مانشستر في بريطانيا، غير أن غالبية من استقر فيها انتقل خلال القرن العشرين إلى الولايات المتحدة. الهجرة إلى الولايات المتحدة بدأت عام 1892 مع يعقوب ابراهام وعزرا ابراهام اللذان استقرا في بروكلين ضمن نيويورك، والتي لا تزال حتى اليوم المركز الأكبر لليهود السوريين، وتضم أربع كنس تقرأ فيها الصلوات والتسابيح والأدعية التي كانت مستعملة في دمشق وحلب. هناك أعداد متوسطة من يهود سوريين في بيونس آيرس عاصمة الأرجنتين، ومكسيكو عاصمة المكسيك، وساو باولو في البرازيل، التي تقدّر أعداد اليهود السوريين فيها بنحو 7000 نسمة، يديرون مدارس وحركات شبابية ولهم نشاط سياسي واقتصادي فيها، وهناك أيضًا تجمعات شبيهة في باناما وتشيلي.

## الثقافة

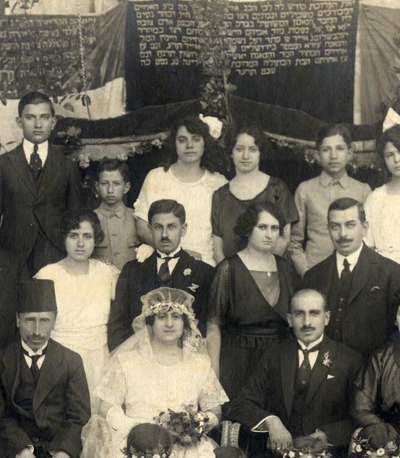
زفاف لعائلة يهودية حلبية عام 1914.

لا يوجد فروق كبيرة في الثقافة الاجتماعية بين يهود سوريا وسائر أطياف الشعب السوري؛ الدكتور يوسف نعيسة أستاذ التاريخ في جامعة دمشق كتب: «لم يختلف يهود بلاد الشام عن الشاميين بالأخلاق والعادات، إلا فيما يتعلق بالعقائد الدينية الخاصة بهم، وكانت لأسمائهم دخل قوي في الألفة مع مسلمي الشام، فكانوا يسمون أبنائهم بأسماء عربية، مثل صبحي، ولطفي، ومراد... وبهية وعائشة وجميلة ومريم؛ ثم ظهرت التسميات الأجنبية لاحقًا بفعل الهجرات، مثل بولتيزا، ويوكا، وأستير». العادات والتقاليد والمناسبات الاجتماعية، والرقص والموسيقى والمطبخ والتراث الشعبي اللهجة السورية المستمعلة في الخطاب اليومي هي تقريبًا واحدة، الأطعمة الحلال في الشريعة الإسلامية هي ذاتها تقريبًا المراعاة في الديانة اليهودية، إلى جانب عادات أخرى مثل الختان، والغسل. تأثير الثقافة السورية العامة على نطق اللغة العبرية واضح بدوره، غير أنها تمكث شبيهة بطريق نطق اليهود المزراحي الذين تأثروا بالسفارديم. العديد من قواعد القراءة العربية الكلاسيكية للقرآن المعروفة باسم «التجويد» استخدمت واستعملت من قبل يهود سوريين تمامًا كما حصل مع يهود العراق.

### التقاليد الدينية
أول كتاب مطبوع للصلوات والأدعية والتسابيح اليهودية السورية يعود للبندقية عام 1527، باسم «كتاب صلوات حلب» ويشمل أدعية الأيام المقدسة والأعياد؛ وأعيدت طباعته في نسخته الثانية عام 1579 وصف بكونه «كتاب الصلوات والأدعية لليهود الناطقين بالعربية». نتيجة استقرار السفارديم، فإن الطقس السوري قد تأثر بشكل كبير بالتقاليد السفاردية في الصلوات، لاسيّما في حلب. عام 1870 طبع الحبر إبراهيم الحموي كتابًا موحدًا للأدعية والصلوات في الكنس السورية، يحوي عناصر من التقاليد الشفهية المتوارثة وعناصر أخرى مختلفة، وقد طبع الكتاب في فيينا واعتبر فريدًا من نوعه لكونه يعتمد بشكل أساسي على التقاليد الشفهية. الصلوات والأدعية والتسابيح التي كانت مستخدمة في دمشق، مختلفة قليلاً عن تلك التي كانت مستخدمة في حلب، بسبب قرب دمشق من الأراضي المقدسة، وتأثرها بالقبالة بشكل أكبر. حاليًا، فإن الطقس المستخدم في الكنس السورية حول العالم يحوي على عناصر مزراحية وسفادردية محليّة إلى جانب عناصر أخرى من مجتمعات مجاورة كتركيا والعراق ومصر. الترانيم أو التسابيح المرنمة، تستخدم غالبًا المقامات الشرقية، وتتلى ملحنة في الأعياد الكبرى والسبت والمناسبات الخاصة كالزواج. وهي متعددة المواضيع، جمعت للمرة الأولى في القرن التاسع عشر على يد الجبر جبرائيل شيم.